# Українське наукове товариство паразитологів
Українське наукове товариство паразитологів (УНТП) — об'єднання фахівців для координації і розробки актуальних проблем паразитології в Україні. Засноване видатним українським паразитологом О. П. Маркевичем 1945 року на базі Інституту зоології у Києві. З 2021 року товариство очолює В. О. Харченко. Об'єднує близько 100 фахівців-паразитологів України.

## Очільники
- Маркевич Олександр Прокопович — 1945—1999.
- Акімов Ігор Андрійович — 1999—2021.
- Харченко Віталій Олександрович — з 2021.

## Президія УНТП
Станом на 2025 рік Президія УНТП складає:
- Харченко Віталій Олександрович — президент.
- Корнюшин Вадим Васильович — віце-президент.
- Кузьміна Тетяна Анатоліївна — вчений секретар.
- Гребень Оксана Борисівна — скарбник.
- Галат Владислав Федорович.
- Сігарьова Діна Дмитрівна.